# デビッド・フォースト
デビッド・リー・フォースト（David Lee Forst, 1976年5月18日 - ）は、アメリカ合衆国カリフォルニア州カリフォルニア州ロサンゼルス郡サンタモニカ出身の元プロ野球選手（遊撃手）、ゼネラルマネージャー（GM）。右投右打。現在は、MLB・オークランド・アスレチックスのGMを務める。

## 来歴
ハーバード大学在学時には自身も野球をプレーしており、遊撃手でキャプテンだった。オールアメリカンのサードチームにも選出されるほどの活躍をしたものの、MLBドラフトでの指名はされなかった。卒業後には独立リーグ・フロンティアリーグのスプリングフィールド・キャピタルズと契約して1998年から2年間プレーした。
2000年に選手を引退し、スカウトとしてオークランド・アスレチックス入りする。
2004年オフにはGM補佐に就任し、長年GMのビリー・ビーンを支えていった。2015年オフに上級副社長となったビーンから職を譲られる形でGMに就任した。